# Коронація в Африці

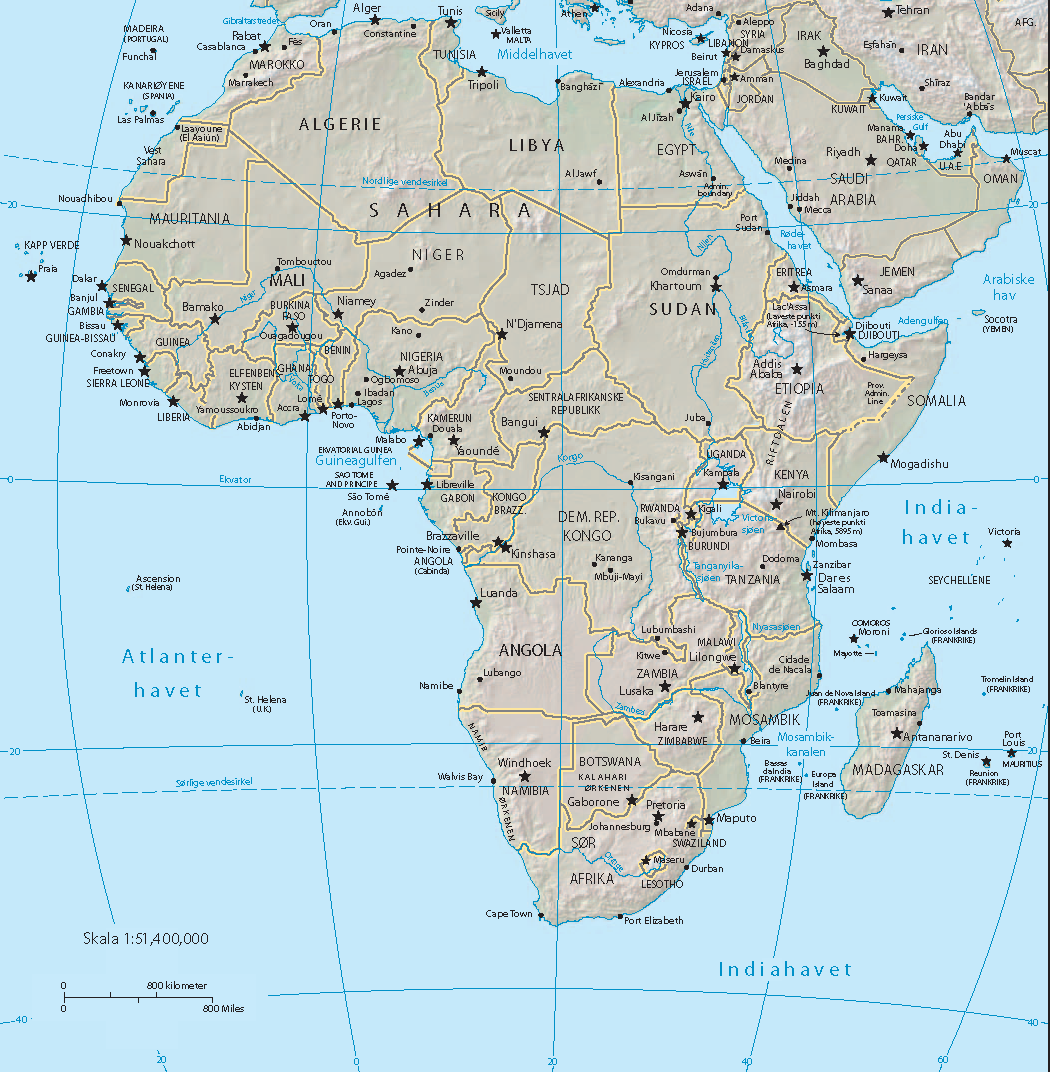
Політична мапа Африки

Коронація в Африці — урочиста церемонія зведення на трон нового короля або королеви в країнах-монархіях Африканського континенту.
Церемонії інтронізації та легітимізації влади монархів були розповсюджені ще в доколонізаційний період історії Африки. Традиційна коронація монархів в Африканських державах мала як племінний характер, так і досить розвинений ритуал в історичних державних утвореннях. Деякі сучасні коронації зберігають свої особливості та проводяться згідно з традицією корінного населення. Після колонізації континенту європейцями низка церемоній коронацій була змінена відповідно до європейських культурних впливів, наприклад у Центральній Африці.
Коронації в Африці проводяться або проводились у таких країнах або регіонах:

## Ашанті

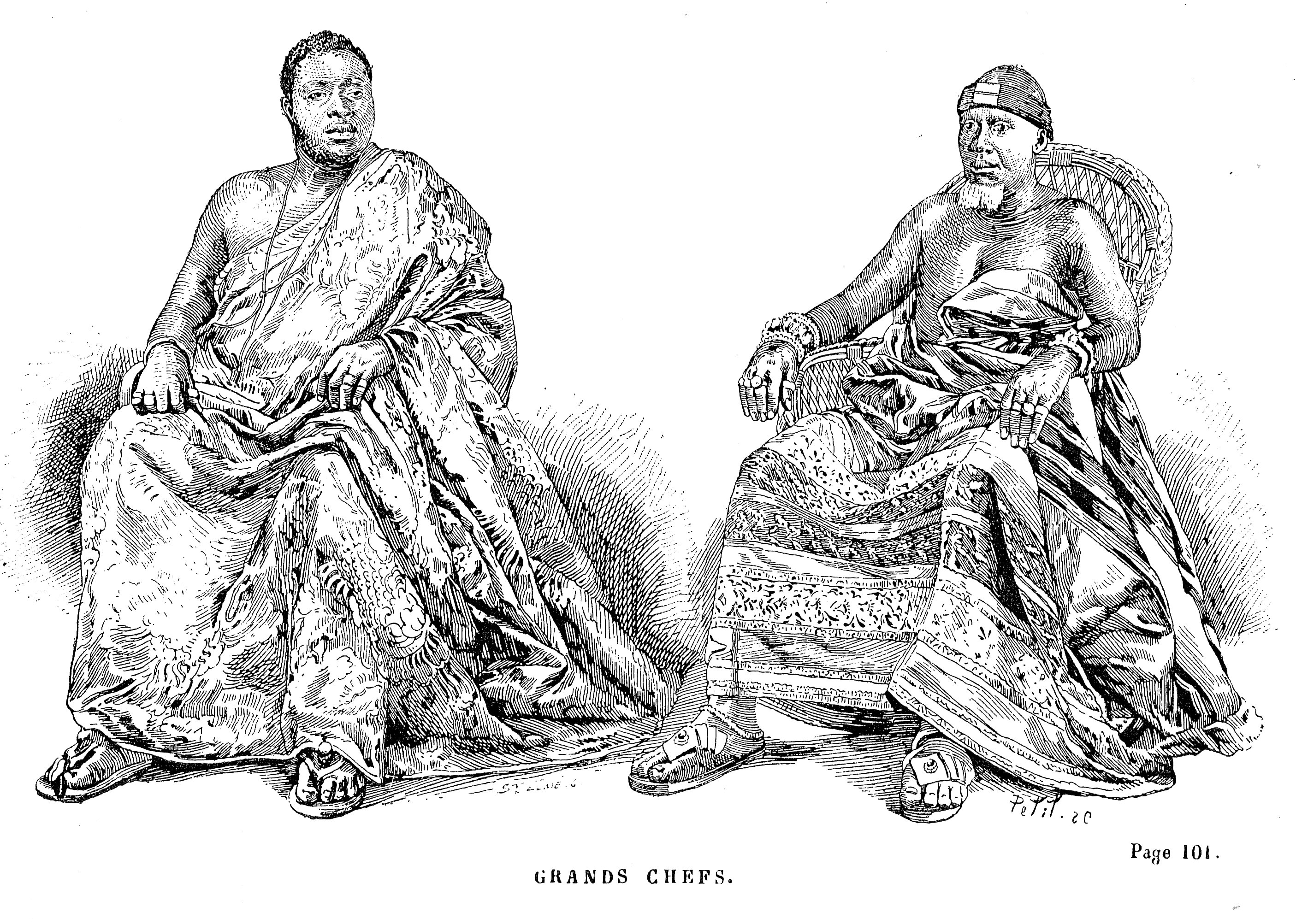
Королі Ашанті, 1873 р.

Королівство Ашанті з'явилося як військове об'єднання кількох територіально-племінних союзів, після перемоги народу ашанті над державою Денкиїра, що знаходилась на південний схід, в 1697—1701 роках.
Вважається, що засновником королівства був глава клану Оуко Осею-Туту I (бл. 1670—1717) і його радник Окомфо Аноча (окомфо — верховний жрець), що почали консолідацію племен ашанті за допомогою дипломатичних і військових засобів з 1670-х роках.
Асантехене (Asantehene) — король Ашанті, що знаходиться в сучасній Гані, починає своє правління з ритуалу коронації, що включає підняття та опускання на Золотому Стільці (sika 'dwa), який є святинею народу й втілює саму душу Ашанті. Золотий Стілець — найсвященніший ритуальний предмет та королівський клейнод у культурі Ашанті, і доторкатися до нього дозволяється лише Асантехенам.

## Бурунді
У XVII столітті на території сучасного Бурунді виникло незалежне королівство Бурунді. Перший відомий мвамі (король) Нтаре I об'єднав існуючі на цій території розрізнені племена і створив єдине королівство. У роки правління Нтаре II відбувається розквіт королівства. В доколонізаційний період коронації короля відбувались за місцевими звичаями.
Після Берлінської конференції 1884—1885 років німецька зона впливу в Східній Африці була розширена до території сучасних Руанди і Бурунді.
У 1890-х роках Бурунді була німецькою колонією, а після Першої світової війни перейшла до Бельгії. Даний регіон розглядався колонізаторами як єдина держава Руанда-Урунді. З 1925 року воно стало частиною Бельгійського Конго. На відміну від Конго, яке управлялося виключно Брюсселем, в Руанді-Урунді влада залишалася за аристократією тутсі.
1 липня 1962 року було проголошено незалежність Королівства Бурунді. Мвамі (король) Мвамбутса IV за підтримки правлячої партії Союз за національний прогрес встановив в країні авторитарний режим.
Під час заколоту представників хуту, 8 липня 1966 року наслідний принц Шарль Ндізейе, за підтримки армії на чолі з полковником Мішелем Мічомберо, здійснив державний переворот, повалив свого батька і вступив на трон під ім'ям Нтаре V. Церемонія коронації відбулась 1 вересня в Мурамв'ї.
28 листопада в ході чергового військового перевороту новий король був скинутий полковником Мічомберо, який проголосив Бурунді республікою, а себе першим президентом країни.

## Єгипет

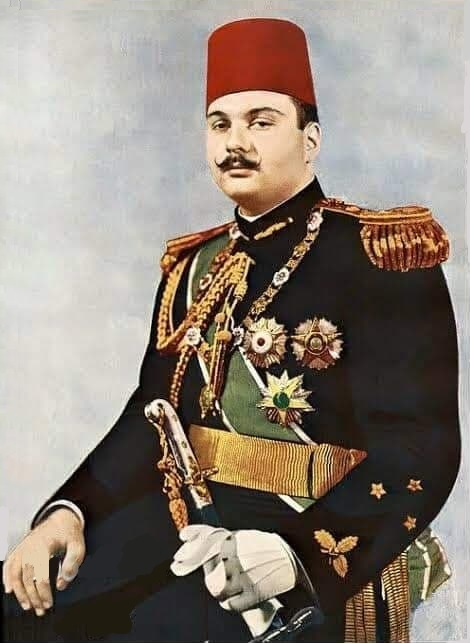
Король Фарук I

Єгипетське королівство (1922—1953) провело обряд інтронізації для свого останнього правлячого короля Фарука І. Під час організації церемонії, виникла суперечка щодо того, чи має ритуал бути релігійним за своїм характером, до чого схилявся король; чи він повинен бути світським, що підтримував тодішній прем'єр-міністр Мустафа Наххас-Паша. Релігійна церемонія передбачала, що новий король приймає особливі обітниці в ісламському ритуалі, після чого він отримує меч Мухаммеда Алі-Паші. Однак Ель-Наххас наполягав на тому, щоб Фарук просто дав конституційну присягу перед парламентом, після чого мав відбутися офіційний прийом у Королівському палаці. Принц-регент запропонував поєднати ці дві церемонії, але уряд відмовив.
Церемонія інтронізації, яка відбулася 29 липня 1937 р., проходила за сценарієм прем'єр-міністра. Єгипетська армія присягнула на вірність новому монарху, який потім увійшов до Будинку парламенту, де він спочатку привітав свою матір, а потім прослухав дві промови прем'єр-міністра та спікера Верхньої палати. Після цього новий король склав свою конституційну присягу і був схвалений присутніми законодавцями, урядовцями та гостями.
Фарук І був скинутий під час Єгипетської революції 1952 р. Його син Фуад II був скинутий з престолу 1953 р. ще немовлям, а монархія була ліквідована. Зараз Єгипет — республіка.

## Ефіопія
Ефіопська імперія — стародавня християнська держава, яка проводила власний традиційний ритуал коронації для своїх імператорів. Остання церемонія коронації відбулася 2 листопада 1930 року для імператора Хайле Селассіє I, останнього монарха Ефіопії.
Відповідно до традиції східної православної християнської церкви Ефіопії підготовка до церемонії коронації розпочиналась за сім днів до дати коронації. За давнім ефіопським звичаєм, сорок дев'ять єпископів і священиків постійно читали з Псалтиря групами по семеро, у семи кутках Катедрального собору Св. Георгія в Аддіс-Абебі, де мала відбутися коронація. Напередодні церемонії імператорські шати та клейноди були занесені до Собору, щоб їх благословив і помолився Абуна, або Патріарх, а після нього новий Імператор та його родина, які прибували опівночі та залишалися всередині собору у молитві.
Наступного ранку патріарх зустрічав імператора всередині собору, подарувавши йому Євангеліє й запросивши скласти коронаційну присягу. Ця клятва вимагала від нього захищати ефіопську православну віру, правити відповідно до закону та інтересів своїх підданих, захищати королівство та створювати школи для викладання як світських, так і православних релігійних предметів. Після цього Абуна читав особливу молитву благословення, тоді як барабани та арфи супроводжували співи Псалма 48. Різні предмети Імператорських клейнодів були подані вперед, благословенні та одягнені новому володарю один за одним. Ці предмети включали золотий меч, скіпетр зі слонової кістки та золота, кулю, інкрустований діамантом перстень, два традиційні списи, виткані золотом імператорські ризи і корону. Кожен предмет супроводжувався помазанням зі сімома різними ефірними оліями. Після цього нового монарха та його дружину вели по церкві, а потім виходила на вулицю процесія найповажніших осіб, що несли пальмові гілки, і скандували: «Благословенний Король Ізраїлю».
Згідно ефіопської традиції дружину імператора коронували в королівському палаці через три дні після коронації монарха. Однак Хайле Селассіє I порушив цей обряд, і його дружина коронувалась (але не помазувалась) у Соборі разом з ним. Короля було повалено комуністичним військовим переворотом 1974 року, а монархію скасовано 1975 року.

## Йорубаленд

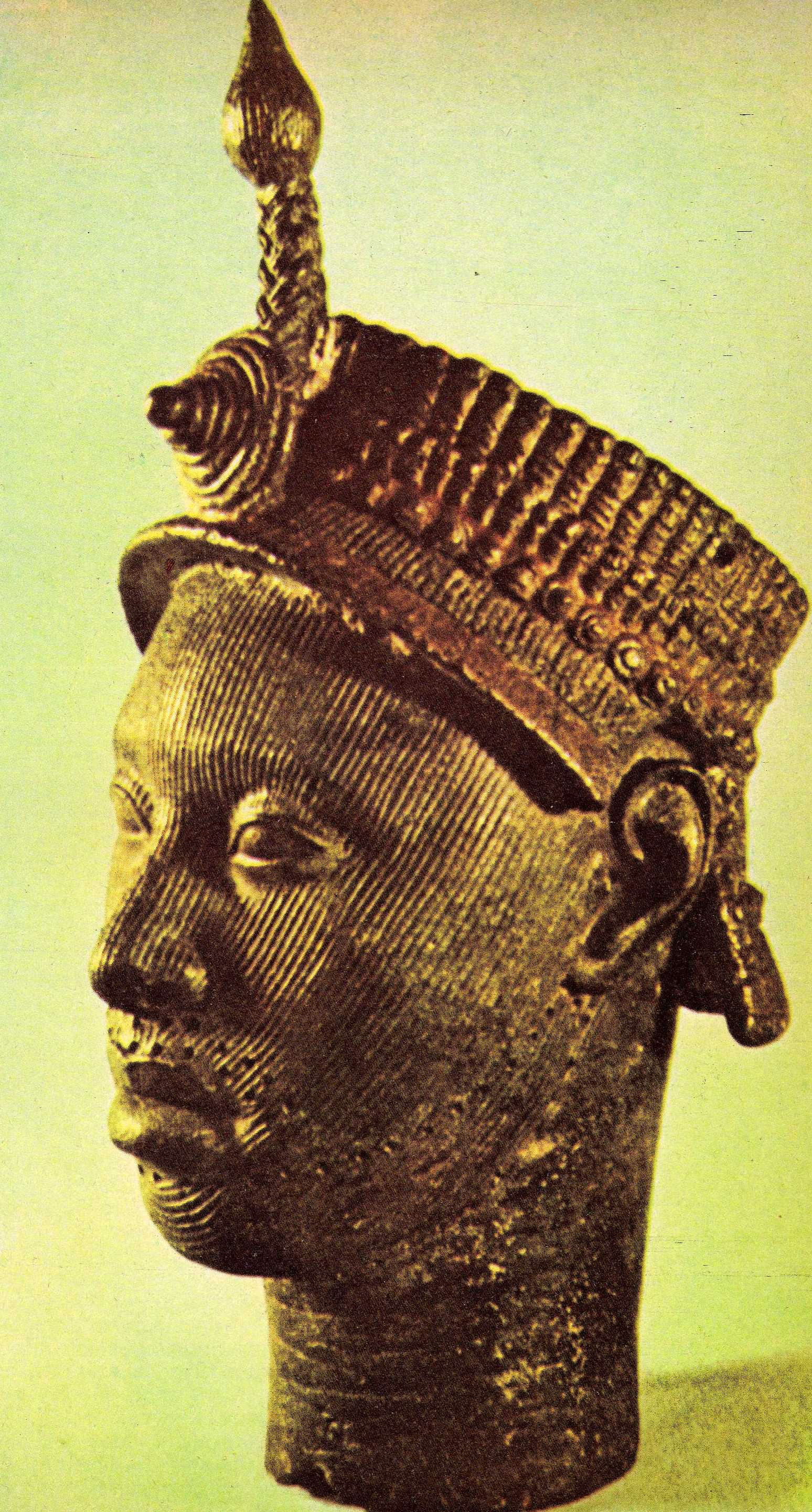
Король Йорубаленду, 13 ст.

Церемонія коронації в Йорубі називається Ìwúyè, що буквально означає ритуал присвоєння титулу правителя.
Монархом серед найвищих династичних вождів народу Йоруба, що мешкає на теренах сучасних держав Бенін, Нігерія та Того, може бути той, хто відповідає трьом наступним умовам: він є прямим нащадком середньовічного імператора Одудуа, чи має він право носити церемоніальну корону Оба і як довго корона була в його родині.
Свою державотворчу традицію народ йоруба виводить з держави Ойо. Перший прабатько-верховний вождь покинув імператорську столицю Іфе з короною, яка зараз використовується для коронування монархів у власному королівстві під час урочистої церемонії коронації. Тому лише нащадки самого Одудуви традиційно розглядаються як претенденти на трон. Титул короля Йорубаленду історично поступається тільки монархам Ооні (Ooni) з Іле-Іфе та Алаафіну (Alaafin) з імперії Ойо.
Церемонії коронації у народу Йоруба передували: вибори короля шляхтою королівства, підтвердження результатів виборів оракулом з Іфа, проходження ритуальної аскези Іпебі (Ipebi), під час якої майбутній король вивчає необхідні традиції, основи правління, свої обов'язки та ритуал коронації. Тільки після цього нового короля інтронізували згідно місцевих звичаїв. Наприклад, в Егбаленді короною увінчує старійшина-жінка, яку називають Мошаде, й яку згодом вважають його ритуальною матір'ю.

## Лесото
У 1820-1830-х роках територія Лесото об'єдналась під владою вождя Мошвешве I. У 1842 році Мошешве I звернувся до британської влади з проханням про захист.
У 1848 році Лесото стало британським протекторатом з назвою Басутоленд.
30 квітня 1965 року Басутоленд отримав автономію, а 4 жовтня 1966 року — незалежність під назвою Королівство Лесото.
Королівство Лесото проводить спеціальну церемонію коронацію своїх монархів. Останній такий ритуал відбувся 31 жовтня 1997 року, коли нинішній король Летсіє III був коронований на стадіоні в столиці Масеру. Король Летсіє прибув на стадіон у супроводі підрозділів кінної поліції, одягнених у червону форму, з шаблями та списами. Надягнувши традиційну мантію зі шкір тварин, новий правитель був увінчаний двома старійшинами спеціальними королівськими клейнодами, в тому числі пов'язкою з бісеру, що містить коричнево-біле пір'я. Далі йшли традиційні церемоніальні танці та піснеспіви.

## Свазіленд
1836 року верховний вождь свазі Собхуза (нині називається королем) здобув вирішальну перемогу над зулу, підпорядкував інших сусідніх вождів, і фактично створив державу Свазі.
Наступний король Мсваті I в кінці 1830-х років приєднав нові землі на півночі країни і створив державу, територія якого більш ніж удвічі перевищувала площу сучасного Есватіні.
21 лютого 1895 року Свазіленд було оголошено протекторатом Трансвааля; а після другої англо-бурської війни він перейшов під протекторат (фактично в колоніальне управління) Великої Британії.
Нині Королівство Свазіленд або Королівство Есватіні — невелике незалежне королівство на півдні Африки. В квітні 1986 року була проведена церемонія коронації для нинішнього монарха Мсваті III. Хоча традиція свазі вимагала від короля чекати, поки йому виповниться двадцять один рік, Мсваті був коронований на три роки раніше через суперечки між різними фракціями в раді регентства.
Вожді свазі сплатили данину 105 голів худоби родині матері Мсваті, Нтомбі, як придане жінці, яка мала стати новою «Матір'ю нації». Сам обряд включав різні таємні ритуали, після яких новий король брав участь у кількох ритуальних танцях в святкових церемоніальних шатах-регаліях з пір'я. Під час коронації співаки — представники племен повторювали його перелік офіційних королівських титулів, до яких належать «Бик», «Охоронець Священних Щитів», «Незбагненний» та «Велика гора». Також церемонію супроводжували спеціальні ритуальні танці.

## Сенеґамбія
В історичному державному утворені народу Серер зі Сенеґамбії (Сенегал, Ґамбія) та Мавританії коронували своїх королів, за давніми звичаями, що спирались на положеннях релігії Серер. Правонаступництво в королівстві та право на трон розпочиналось з моменту народження принца-спадкоємця. Батьки повинні були подати відповідну заяву до Великої Ради Шляхти, яку очолював Яраф — особа, відповідальна за обрання короля з членів королівської сім'ї.
Священну церемонію коронації в королівстві очолював Яраф. Після коронації король Сінів (Maad a Sinig) або король Салумів (Maad Saloum) проголошував королівські обітниці, а також вінчав власну матір або сестру як співправительку (Lingeer), а потім призначав державний уряд.

## Тооро
Королівство Тооро було частиною великої імперії Китаро, під владою династії Бабитів, яка сходить до XVI століття. 1830 року принц Омукама Кабойо Олімі I, старший син короля Буньйоро Омуками Ньямутукури Кубамбе III, зайняв південну провінцію королівства свого батька, відокремився і заснував власне незалежне королівство, оголосивши себе королем Тооро.
З середини XIX століття королівство Торо знаходилося в залежності від Буганди.
Королівство Торо, розташоване в сучасній Уганді, коронувало свого нинішнього правителя Рукіді IV 12 вересня 1995 року. Рукіді був наймолодшим на той час монархом у світі, якому було лише три роки. Хлопчика розбудили о 02:00, а потім повели до палацу, де проводиться обряд коорнації. Біля входу Рукіді та його почт вступили в ритуальну битву з принцом-«заколотником», а потім увійшли від акомпанемент Омуйагузи (Omujaguza), традиційного бойового барабану Торо.
Опинившись всередині, Рукіді повели до кімнати королівських клейнодів, де Омусуга, або верховний королівський жрець, закликав богів покарати хлопця, якщо він не був королівської крові. Після того, як Омусуга був задоволений родом нового короля, Рукіді було дозволено бити в королівський дзвін, потім залунав Нйалебе (Nyalebe) — священний барабан, після чого його благословили кров'ю від забитого бика та білої кури. Коли настав ранок, до палацу впустили жінок (яким до цього часу забороняли бути на церемонії). Король сидів на колінах незайманої дівчини, і його годували королівською їжею з пшоняного тіста. Коронаційна присяга була вручена хлопчикові, який лежав на боці, відповідно до традиції Торо.
О 10 ранку короля, одягнутого в прикрашену коштовностями корону, привели до англіканського собору Святого Івана, де його коронував англіканський єпископ Юстас Каманіре. Місцевий римо-католицький прелат подарував Рукіді Біблію. Після цього король повернувся до свого палацу, де йому подарували багатовіковий коронаційний мідний спис та шкіряний щит. Слідом за цим король очолив процесію найшанованіших осіб Торо, щоб оглянути королівську гвардію, а потім завершив свою коронацію, вітаючи своїх підданих із традиційного намету.
За конституцією Уганди 1995 року визнаються автономні статуси 5 традиційних королівств: Буганда, Торо, Уньйоро, Бусога та Рвензуруру, якими керують місцеві королі.

## Центральна Африка
Центрально-Африканська імперія — короткочасний монархічний режим, встановлений 1976 року в тодішній Центральноафриканській Республіці, президентом країни Жаном-Беделем Бокассом. Натхненний коронацією Наполеона 1804 року, «Бокасса I» організував власний складний ритуал коронації у великому відкритому стадіону в столиці Бангі, 4 грудня 1977 року. Самопроголошений імператор піднявся на великий золотий трон у формі орла з розпростертими крилами, надягнув 32-фунтовий коронаційний халат, що містив 785 000 перлів й 1 220 000 кришталевих намистин, й коронувався золотою короною, увінчаною діамантом у 138 карат, вартість виготовлення якої становила понад 2 000 000 доларів. Після цього імператриця Катерина — наймолодша з трьох його дружин — отримала меншу діадему. Загальна вартість королівських клейнодів лише Бокасси складала 5 000 000 доларів.
На коронаційний бенкет Бокасси в Бангі було доставлено 240 тонн їжі та напоїв, включаючи чорну та червону ікру великих розмірів. Шістдесят нових лімузинів «Мерседес-Бенц» були доставлені авіакомпанією до столиці вартістю 300 000 доларів лише за авіаперевезення. Загалом, вся церемонія коштувала 20 000 000 доларів — астрономічна сума в країні, річний валовий внутрішній продукт якої становив лише 250 000 000 доларів. Новокоронований імператор використав французькі гранти на покриття значної частини рахунків, сказавши: «Все тут фінансував уряд Франції. Ми просимо у французів грошей, дістаємо їх і витрачаємо».
20 вересня 1979 року імператор Бокасса був повалений в результаті державного перевороту, здійсненого за участю французьких військових. Монархія була скасована, імператор засланий, а імперії повернута колишня назва ЦАР, президентом якої став Давид Дако.